# Resurrection Fighting Alliance
Resurrection Fighting Alliance（レザレクション・ファイティング・アライアンス、略称RFA）は、アメリカ合衆国の総合格闘技団体。
2017年にLegacy Fighting Championshipと合併して新団体Legacy Fighting Allianceを設立した。

## 概要
2011年12月、ブラック・ハウスのマネージャーであるエド・ソアレスが、Ring of Fire代表のスヴェン・ビーンと共に創設。
2012年10月、団体の統合を目的として「Titan FC」を買収し、新会社の社長にエド・ソアレス、副社長にTitan FC代表のジョー・ケリーが就任するが、半年ほどでジョー・ケリーはTitan FCを買い戻して活動を再開させた。
2015年5月8日、AXS TV主催の「Legacy Fighting Championship」との対抗戦「AXS TV Fights: RFA vs. Legacy Superfight」が開催された。
2016年9月、Legacy Fighting ChampionshipとResurrection Fighting Allianceが合併して新団体「Legacy Fighting Alliance」を設立することが発表された。
2017年1月13日、Legacy Fighting Allianceの第1回大会が開催された。

## ルール
NJSACB制定のユニファイドルールに準拠。

## 歴代王者
- 王座の変遷については「RFA王者一覧」を参照。

## 開催履歴
| 大会名                          | 開催年月日     | 会場                                       | 開催地                         |
| ------------------------------- | -------------- | ------------------------------------------ | ------------------------------ |
| RFA 46: Johnson vs. Tucker      | 2016年12月9日  | スコティッシュライト・テンプル             | ミズーリ州ブランソン           |
| RFA 45: Meerchaert vs. Waldon   | 2016年10月28日 | ミスティックレイク・カジノ&ホテル          | ミネソタ州プライアーレイク     |
| RFA 44: Moises vs. Freeman      | 2016年9月30日  | スコティッシュライト・テンプル             | ミズーリ州カンザスシティ       |
| RFA 43: Camozzi vs. Barnes      | 2016年9月9日   | 1stバンク・センター                        | コロラド州ブルームフィールド   |
| RFA 42: Giagos vs. Estrazulas   | 2016年8月19日  | ザ・ハンガー                               | カリフォルニア州ヴァイセーリア |
| RFA 41: Clark vs. Gile          | 2016年7月29日  | AT&Tセンター                               | テキサス州サンアントニオ       |
| RFA 40: Sklavos vs. Camus       | 2016年7月15日  | ミスティックレイク・カジノ&ホテル          | ミネソタ州プライアーレイク     |
| RFA 39: Barcelos vs. Moffett    | 2016年6月17日  | ハモンド・シビック・センター               | インディアナ州ハモンド         |
| RFA 38: Moises vs. Emmers       | 2016年6月3日   | ザ・ハンガー                               | カリフォルニア州コスタメサ     |
| RFA 37: Viana vs. Clark         | 2016年4月15日  | サンフォード・ペンタゴン                   | サウスダコタ州スーフォールズ   |
| RFA 36: Camus vs. Brown         | 2016年3月4日   | ミスティックレイク・カジノ&ホテル          | ミネソタ州プライアーレイク     |
| RFA 35: Moises vs. Castillo     | 2016年2月19日  | UCCUセンター                               | ユタ州オレム                   |
| RFA 34: Velickovic vs. Smith    | 2016年1月15日  | 1stバンク・センター                        | コロラド州ブルームフィールド   |
| RFA 33: Townsend vs. Chavez     | 2015年12月11日 | ザ・ハンガー                               | カリフォルニア州コスタメサ     |
| RFA 32: Blumer vs. Higo         | 2015年11月6日  | ミスティックレイク・カジノ&ホテル          | ミネソタ州プライアーレイク     |
| RFA 31: Smith vs. Marunde       | 2015年10月9日  | ダウンタウン・ラスベガス・イベントセンター | ネバダ州ラスベガス             |
| RFA 30: Smith vs. Jardine       | 2015年9月18日  | ピナクル・バンクアリーナ、                 | ネブラスカ州リンカーン         |
| RFA 29: USA vs. Brazil          | 2015年8月21日  | サンフォード・ペンタゴン                   | サウスダコタ州スーフォールズ   |
| RFA 28: Sanchez vs. Poppie      | 2015年8月7日   | ザ・チェイスパーク・プラザ                 | ミズーリ州セントルイス         |
| RFA 27: Murphy vs. Brock        | 2015年7月3日   | センチュリーリンク・アリーナ               | アイダホ州ボイジー             |
| RFA 26: Smith vs. Smith         | 2015年6月5日   | 1stバンク・センター                        | コロラド州ブルームフィールド   |
| RFA 25: Lawrence vs. Toomer     | 2015年4月10日  | サンフォード・ペンタゴン                   | サウスダコタ州スーフォールズ   |
| RFA 24: Smith vs. Romero        | 2015年3月6日   | ミスティックレイク・カジノ&ホテル          | ミネソタ州プライアーレイク     |
| RFA 23: Ware vs. Murphy         | 2015年2月6日   | ザ・ハンガー                               | カリフォルニア州コスタメサ     |
| RFA 22: Njokuani vs. Smith      | 2015年1月9日   | ザ・ブロードムーア                         | コロラド州コロラドスプリングス |
| RFA 21: Baghdad vs. Juusola     | 2014年12月5日  | ザ・ハンガー                               | カリフォルニア州コスタメサ     |
| RFA 20: Sanders vs. Mercado     | 2014年11月7日  | 1stバンク・センター                        | コロラド州ブルームフィールド   |
| RFA 19: Collier vs. Checco      | 2014年10月10日 | ミスティックレイク・カジノ&ホテル          | ミネソタ州プライアーレイク     |
| RFA 18: Manzanares vs. Pantoja  | 2014年9月12日  | アルバカーキ・コンベンションセンター       | ニューメキシコ州アルバカーキ   |
| RFA 17: Cochrane vs. Giagos     | 2014年8月22日  | サンフォード・ペンタゴン                   | サウスダコタ州スーフォールズ   |
| RFA 16: Copeland vs. Jorgensen  | 2014年7月25日  | 1stバンク・センター                        | コロラド州ブルームフィールド   |
| RFA 15: Casey vs. Sanchez       | 2014年6月6日   | ベテランズ・メモリアル・オーディトリアム   | カリフォルニア州カルバーシティ |
| RFA 14: Manzanares vs. Maranhao | 2014年4月11日  | アイス&イベンツセンター                    | ワイオミング州シャイアン       |
| RFA 13: Cochrane vs. Escudero   | 2014年3月7日   | パーシングセンター                         | ネブラスカ州リンカーン         |
| RFA 12: Oretga vs. Koch         | 2014年1月24日  | シュライン・オーディトリアム               | カリフォルニア州ロサンゼルス   |
| RFA 11: Manzanares vs. Makovsky | 2013年11月22日 | 1stバンク・センター                        | コロラド州ブルームフィールド   |
| RFA 10: Rhodes vs. Jouban       | 2013年10月25日 | アイオワイベントセンター                   | アイオワ州デモイン             |
| RFA 9: Munhoz vs. Curran        | 2013年8月16日  | スタブハブ・センター                       | カリフォルニア州カーソン       |
| RFA 8: Pettis vs. Pegg          | 2013年6月21日  | イーグル・クラブ                           | ウィスコンシン州ミルウォーキー |
| RFA 7: Thatch vs. Rhodes        | 2013年3月22日  | 1stバンク・センター                        | コロラド州ブルームフィールド   |
| RFA 6: Krause vs. Imada 2       | 2013年1月18日  | スコティッシュライト・テンプル             | ミズーリ州カンザスシティ       |
| RFA 5: Downing vs. Rinaldi      | 2012年11月30日 | ヴィアエロ・イベントセンター               | ネブラスカ州カーニー           |
| RFA 4: Griffin vs. Escudero     | 2012年11月2日  | テキサス・ステーション                     | ネバダ州ラスベガス             |
| RFA 3: Stevenson vs. Cochrane   | 2012年6月30日  | ヴィアエロ・イベントセンター               | ネブラスカ州カーニー           |
| RFA 2: Yvel vs. Alexander       | 2012年3月30日  | ヴィアエロ・イベントセンター               | ネブラスカ州カーニー           |
| RFA 1: Elliott vs. Pulver       | 2011年12月16日 | ヴィアエロ・イベントセンター               | ネブラスカ州カーニー           |